# Liste de temples et monastères bouddhistes du Tibet
Les édifices religieux du bouddhisme tibétain au Tibet sont d'une part les monastères (ou autrefois lamaseries) (pour les hommes ou moines) et les nonneries (pour les femmes ou nonnes), d'autre part les sanctuaires (ou temples). 

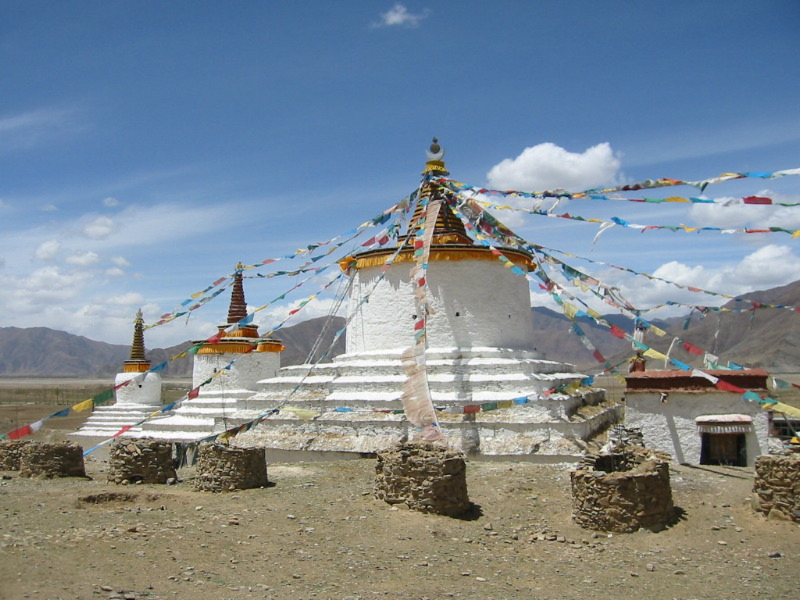
Chorten au Tibet, sur la route entre Ganden et Lhassa

Pour les autres sanctuaires et monastères du bouddhisme tibétain en Chine, hors du Tibet, voir Liste de temples et monastères bouddhistes#Chine.
- Sites archéologiques :
  - Monastère de Gajiu
  - Yumbulagang

- Autres monastères :
  - Chokri
  - Kumbum de Gyantse
  - Changzhug
  - Monastère de Rongbuk
  - Kharnang
  - Gadong[Lequel ?]
  - Méru Nyingba
  - Monastère de Lhalung

- Bön :
  - Monastère de Menri
  - Monastère Yundgrung Ling

- Gelugpa :
  - Monastère de Chokhorgyal
  - Monastère de Bamtcheu
  - Dagpo Datsang
  - Monastère de Drango
  - Monastère de Drepung
  - Monastère de Ganden
  - Monastère de Galden Jampaling
  - Monastère de Gyuto
  - Monastère de Jokhang
  - Monastère de Kardzé
  - Monastère de Kirti
  - Monastère de Kumbum
  - Monastère de Labrang
  - Monastère de Litang
  - Longwu
  - Monastère de Namgyal
  - Monastère de Narthang
  - Monastère de Nyitso
  - Monastère de Palcho
  - Monastère de Ragya
  - Temple de Ramoché
  - Monastère de Réting
  - Monastère de Séra
  - Monastère de Simbiling
  - Monastère de Tashilhunpo
  - Monastère Zurmang Gaden
  - Grotte de Milarépa

- Jonangpa :
  - Monastère de Samding

- Kagyüpa :
  - Daglha Gampo
  - Monastère de Drigung Til
  - Monastère de Densatil
  - Monastère de Palpung
  - Monastère de Karma Gön
  - Monastère de Khampagar
  - Samdrup Tarjayling
  - Monastère de Surmang
  - Monastère de Tsourphou
  - Monastère de Benchen
  - Monastère de Ralung
  - Monastère de Yangpachen
  - Monastère de Riwoché
  - Shadzong Ritro

- Nyingmapa :
  - Dorje Drak
  - Dzogchen
  - Kathok
  - Mindroling
  - Monastère de Nechung
  - Palyul
  - Samye
  - Shéchèn

- Sakyapa :
  - Monastère de Dzongsar
  - Monastère de Nalendra
  - Monastère de Sakya
  - Monastère de Shalu
  - Monastère de Derge Gonchen
  - Monastère de Gyegu
  - Monastère de Ngor Éwam Chöden
  - Monastère de Phenyul Nalanda
  - Gongkar Chöde
  - Monastère de Palcho